# Bacillariales
Ordre
L’ordre des Bacillariales est un ordre de diatomées de la sous-classe des Bacillariophycidae.

## Liste des familles
Selon AlgaeBase (7 juillet 2018) et World Register of Marine Species (7 juillet 2018) :
- famille des Bacillariaceae Ehrenberg, 1831
- famille des Bacillariales incertae sedis

Selon Catalogue of Life (7 juillet 2018) et ITIS (7 juillet 2018) :
- famille des Bacillariaceae Ehrenberg